# Distrito de Dombóvár
El distrito de Dombóvár (húngaro: Dombóvári járás) es un distrito húngaro perteneciente al condado de Tolna.
En 2013 su población era de 32 333 habitantes. Su capital es Dombóvár.

## Municipios
El distrito tiene una ciudad (en negrita) y 15 pueblos (población a 1 de enero de 2013):
- Attala (837)
- Csibrák (294)
- Csikóstőttős (852)
- Dalmand (1259)
- Dombóvár (19 067) – la capital
- Döbrököz (2026)
- Gyulaj (1048)
- Jágónak (257)
- Kapospula (901)
- Kaposszekcső (1504)
- Kocsola (1303)
- Kurd (1182)
- Lápafő (169)
- Nak (602)
- Szakcs (880)
- Várong (152)